# Administración de Control de Drogas
La Administración de Control de Drogas (en inglés: Drug Enforcement Administration; acrónimo: DEA), conocida por su sigla como DEA, es la agencia del Departamento de Justicia de los Estados Unidos dedicada a la lucha contra el contrabando y el consumo de drogas en los Estados Unidos, además del lavado de activos. Pese a compartir jurisdicción con el FBI en el ámbito interno, es la única agencia responsable de coordinar y perseguir las investigaciones antidroga en el extranjero.

## Historia
La Administración para el Control de Drogas fue establecida el 1 de julio de 1973 mediante el Plan de Reorganización N.º 2 de 1973, firmado por el presidente Richard Nixon el 28 de julio. Proponía la creación de una agencia federal única para hacer cumplir también las leyes federales sobre drogas. así como consolidar y coordinar las actividades de control de drogas del gobierno. El Congreso aceptó la propuesta porque estaba preocupado por la creciente disponibilidad de drogas.  Como resultado, la Oficina de Narcóticos y Drogas Peligrosas (BNDD), la Oficina de Aplicación de la Ley contra el Abuso de Drogas (ODALE); Aproximadamente 600 Agentes Especiales del Negociado de Aduanas, Servicio de Agencia de Aduanas y otras oficinas federales se fusionaron para crear la DEA.
Desde principios de la década de 1970, la sede de la DEA estaba ubicada en 1405 I ("Eye") Street NW en el centro de Washington D. C.. Con el crecimiento general de la agencia en la década de 1980 (debido al mayor énfasis en los esfuerzos federales de lucha contra las drogas) y el crecimiento simultáneo en el personal de la sede, la DEA comenzó a buscar una nueva ubicación para la sede; Se consideraron ubicaciones en Arkansas, Misisipi y varias bases militares abandonadas en los Estados Unidos. Sin embargo, el entonces Fiscal General Edwin Meese determinó que la sede debía estar ubicada cerca de la Fiscalía General. Así, en 1989, el cuartel general se trasladó a 600–700 Army-Navy Drive en el área de Pentagon City en Arlington, Virginia, cerca de la sede del mismo nombre cerca de la estación de metro del mismo nombre "Pentagon City (Washington Metro)" .

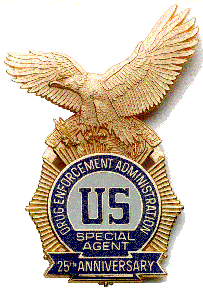
Insignia del 25º aniversario de la Administración de control de drogas (DEA)

El 19 de abril de 1995, Timothy McVeigh atacó el edificio federal Alfred P. Murrah en la ciudad de Oklahoma porque albergaba oficinas regionales de la Oficina Federal de Investigaciones (FBI), la Oficina de Alcohol, Tabaco, Armas de Fuego y Explosivos (ATF) y la DEA, todas ellas de los cuales había llevado a cabo redadas que consideraba intrusiones injustificadas en los derechos del pueblo. Este ataque causó la muerte de dos empleados de la DEA, un miembro del grupo de trabajo y dos contratistas en el atentado de Oklahoma City. Posteriormente, el complejo de la sede de la DEA fue clasificado como una instalación de Nivel IV según la seguridad de edificios federal de los Estados Unidos. Según estándares, lo que significa que debía ser considerado un objetivo policial de alto riesgo para los terroristas.  Las medidas de seguridad incluyen placas de acero hidráulicas para reforzar la distancia de separación del edificio, detectores de metales y estaciones de vigilancia.
En febrero de 2003, la DEA estableció un Laboratorio de Evidencia Digital dentro de su  Oficina de Ciencias Forenses.

## Organización

Mapa de las 21 divisiones nacionales de la DEA: 1. Alabama, Chicago, 2. Detroit, 3. y Atlanta, 4. Dallas, 5. Denver, 6. Boston, 7. El Paso, 8. Houston, 9. Los Ángeles, 10. Miami, 11. Newark, 12. Nueva Orleans, 13. Nueva York, 14. Filadelfia, 15. Phoenix, 16. San Diego, 17. San Francisco, 18. Seattle, 19. St. Louis, 20. Caribe (San Juan, Puerto Rico), 21. Washington D. C.

La DEA es encabezado por un Administrador de Control de Drogas designado por el Presidente de los Estados Unidos y confirmado por el Senado Estadounidense. El Administrador depende del Procurador General a través del Procurador General Adjunto. El administrador está asistido por un administrador adjunto, el jefe de operaciones, el inspector jefe y tres administradores asistentes (para las divisiones de Apoyo a las Operaciones, Inteligencia y Recursos Humanos). Otro personal superior incluye al director financiero y al abogado principal. El administrador y el subadministrador son el único personal designado por el presidente en la DEA; todos los demás funcionarios de la DEA son empleados gubernamentales de carrera. La sede de la DEA está ubicada en Arlington, Virginia, frente al Pentágono. Mantiene su propia Academia de la DEA ubicada en la Base del Cuerpo de Marines Quantico en Quantico, Virginia, junto a la Academia del FBI. Mantiene 23 divisiones de campo nacionales con 222 oficinas de campo y 92 oficinas en el extranjero en 70 países. Con un presupuesto que supera los 3.000 millones de dólares, la DEA emplea a 10.169 personas, incluidos 4.924 agentes especiales y 800 analistas de inteligencia. Convertirse en agente especial o analista de inteligencia de la DEA es un proceso competitivo.
En 2015, su sede y el Museo de la DEA estaban en 503 776 pies cuadrados (46 802,3 m²) en Lincoln Place, un edificio de oficinas alquilado en Pentagon City en el condado de Arlington, Virginia. En septiembre de 2018 estaba previsto que finalizara este contrato de arrendamiento. La Administración de Servicios Generales (GSA), alrededor de 2015, estaba comprobando en qué parte del norte de Virginia podría tener su sede la DEA. En 2018, el gobierno de los Estados Unidos extendió el contrato de arrendamiento de Lincoln Place, que ahora expira alrededor de 2033. La administración de la DEA estuvo a favor de conservar la ubicación original.
Su sede central está en Arlington, Virginia frente al Pentágono. Tiene su propia academia situada en la base del Cuerpo de Marines de los Estados Unidos en Quantico, Virginia al igual que la academia del FBI.
La DEA dispone de 21 Divisiones de campo, con 227 Oficinas de Campo y 86 oficinas en el extranjero, en 62 países.
Con un presupuesto de más de 2.415 millones de dólares cuenta con más de 10.800 empleados, de los cuales más de 5.500 son agentes especiales. 
División de Aviación

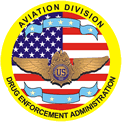
Logo de la División de Aviación de la DEA

La División de Aviación de la DEA, también llamada Oficina de Operaciones Aéreas (OA) (antigua Sección de Aviación) tiene su base en el aeropuerto de Fort Worth, Texas. Su flota está compuesta por 106 aparatos y 124 pilotos.
Equipos Móviles de Apoyo
Los Equipos Móviles de Apoyo (Mobile Enforcement Teams o METs) son equipos especializados concebidos como unidades de apoyo dedicadas a atacar y desmantelar el tráfico de drogas y la violencia callejera en colaboración con las autoridades locales. Están repartidos por las 21 Divisiones de Campo y habitualmente centran sus esfuerzos en áreas rurales y pequeños núcleos urbanos deficitarios en recursos para combatir el crimen organizado.

### Estructura
- Administrador
  - Administrador Adjunto
    - División de Recursos Humanos
      - Junta de carrera
      - Junta de Conducta Profesional
      - Oficina de Capacitación

    - División de Operaciones
      - División de Aviación
      - Oficina de Gestión de Operaciones
      - División de Operaciones Especiales
      - Oficina de Control de Desvío
      - Oficina de Cumplimiento Global
      - Oficina de Operaciones Financieras

    - División de Inteligencia
      - Oficina de Inteligencia de Seguridad Nacional (ONSI)[15]
      - Oficina de Inteligencia Estratégica
      - Oficina de Inteligencia Especial
      - Centro de Inteligencia de El Paso
      - (OCDETF) Centro de Fusión

    - División de Gestión Financiera
      - Oficina de Adquisiciones
      - Oficina de Finanzas
      - Oficina de Gestión de Recursos

    - División de Apoyo Operacional
      - Oficina de Administración
      - Oficina del Sistema de Información
      - Oficina de Ciencias Forenses
      - Oficina de Tecnología en Investigación

    - División de Inspección
      - Oficina de Inspecciones
      - Oficina de Responsabilidad Profesional
      - Oficina de Programas de Seguridad

    - Divisiones y oficinas de campo

### Agentes especiales y Operaciones de Allanamientos/Cateos

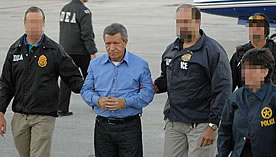
Agentes de la DEA escoltan al narcotraficante colombiano Miguel Rodríguez Orejuela tras su extradición a Estados Unidos en 2005.

En 2017, la DEA tenía 4.650 agentes especiales empleados. El salario inicial de los agentes de la DEA es de entre 49,746 y 55,483 dólares. Después de cuatro años, el salario aumenta a más de 92,592 dólares.
Después de recibir una oferta de empleo condicional, los reclutas deben completar una capacitación rigurosa de 18 semanas que incluye lecciones sobre dominio de armas de fuego (incluida puntería básica), seguridad de armas, tiro táctico y capacitación en decisiones sobre fuerza letal. Para graduarse, los estudiantes deben mantener un promedio académico del 80% en los exámenes académicos, aprobar el examen de calificación de armas de fuego, demostrar con éxito liderazgo y toma de decisiones acertadas en escenarios prácticos y aprobar rigurosos exámenes de tareas físicas. Al graduarse, los reclutas obtienen el título de Agente Especial de la DEA.
La DEA excluye de la consideración a los solicitantes de empleo que tienen antecedentes de uso de narcóticos o drogas ilícitas.  La investigación generalmente incluye una prueba de polígrafo para puestos de agente especial, investigador de desvío y especialista en investigación de inteligencia.

Los solicitantes que, mediante investigación o admisión personal, hayan experimentado o usado narcóticos o drogas peligrosas, excepto aquellas recetadas por un médico, no serán considerados para empleo en la Administración de Control de Drogas (DEA). Se pueden hacer excepciones a esta política para los solicitantes que admitan un uso juvenil y experimental limitado de marihuana . Dichos solicitantes pueden ser considerados para empleo si no hay evidencia de uso regular y confirmado y la investigación de antecedentes de campo completo y los resultados de los otros pasos del proceso son favorables.

La postura relativamente firme de la DEA sobre este tema contrasta con la de la Oficina Federal de Investigaciones, que en 2005 consideró relajar su política de contratación relevante para el historial individual de uso de drogas.

### División de aviación

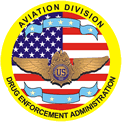
Logotipo de la División de Aviación de la DEA

La División de Aviación de la DEA u Oficina de Operaciones de Aviación (OA) (anteriormente Sección de Aviación) es una división aerotransportada con sede en el Aeropuerto Internacional Fort Worth Alliance, Texas. La flota actual de OA consta de 106 aviones y 124 pilotos de la DEA.
La DEA comparte el sistema de comunicaciones con el Departamento de Defensa para comunicarse con autoridades estatales y regionales independientes del Departamento de Justicia y sistemas de información policial y está coordinado por un centro de comando de información llamado Centro de Inteligencia de El Paso (EPIC) cerca del El Paso, Texas.

### Equipo de Respuesta en Ataques o de Rescate

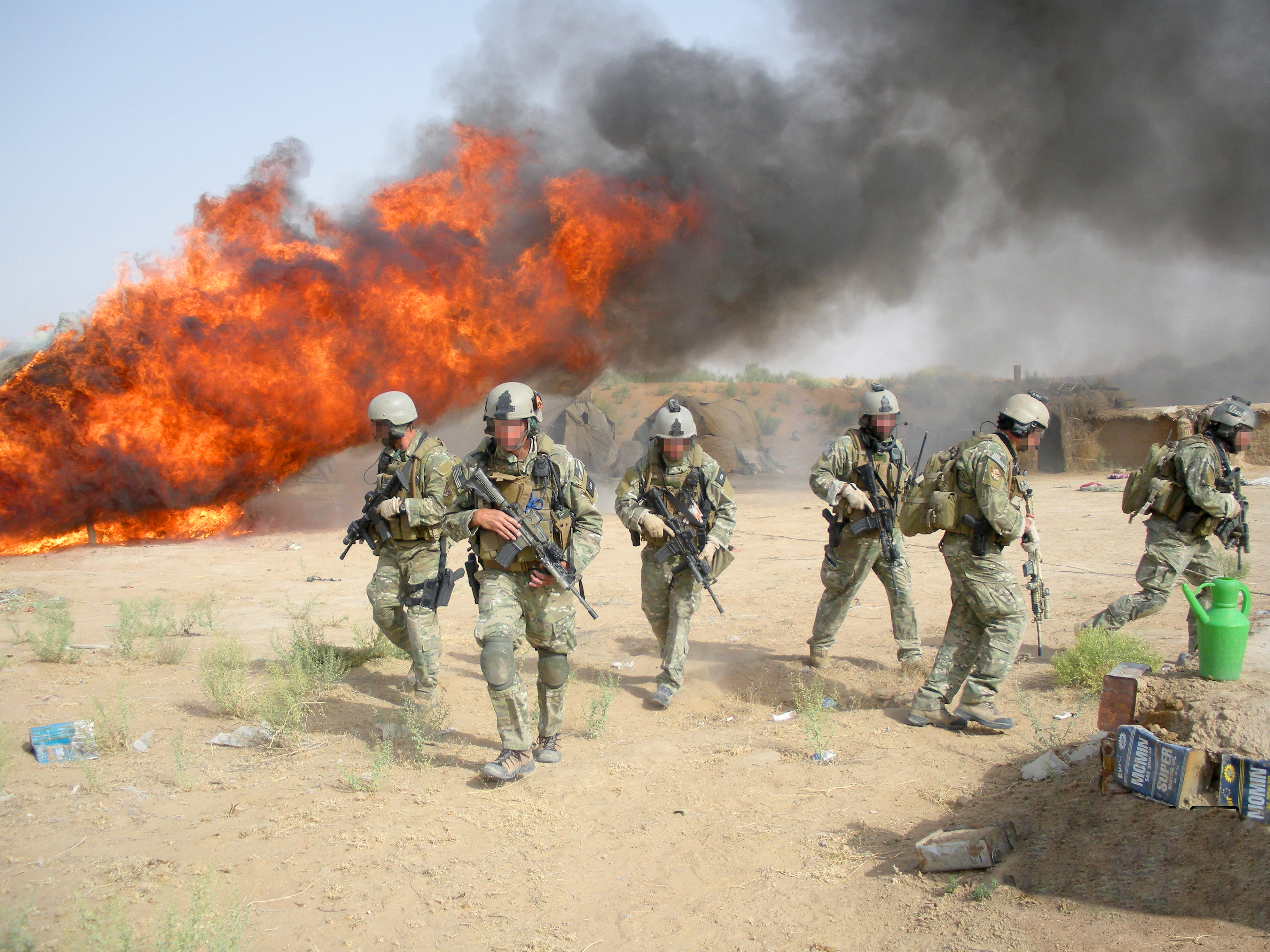
Agentes de la DEA con uniforme de MultiCam quemando hachís incautado en la Operación Albatros en Afganistán, 2007

Los Equipos de Respuesta Rápida (RRT), anteriormente conocidos como Equipos de Asesoramiento y Apoyo Desplegados en el Extranjero (FAST), fueron desmantelados por el administrador interino de la DEA, Chuck Rosenburg, en marzo de 2017 mediante una conmemoración. La necesidad de equipos de servicio nacionales de alto riesgo llevó a la creación híbrida de unidades tácticas especializadas que residen en varias regiones geográficas de los Estados Unidos.
La DEA creó y estandarizó oficialmente su programa Equipo de Respuesta Especial (SRT) en 2016. El SRT fue diseñado como un punto intermedio entre las operaciones tácticas realizadas por agentes de campo y aquellas que requieren tácticas especializadas como resultado de riesgos elevados. Los operadores de SRT están altamente capacitados en diversos sistemas de armas y tácticas/maniobras de entrada. Debido a la naturaleza clandestina de la misión de la DEA, los protocolos de entrenamiento del SRT y los requisitos de activación son muy sensibles y no están disponibles para el público. Algunas de las misiones del SRT consisten en arrestos de alto riesgo, asaltos a vehículos, asalto/infiltración aérea, vigilancia especializada, custodia de personas de alto perfil, protección de dignatarios y testigos, vigilancia e interdicción táctica, intrusión avanzada, entrenamiento táctico para otras unidades policiales, y búsquedas de fugitivos urbanos y rurales. Ubicados de forma encubierta en todo el país, los equipos SRT de la DEA están disponibles para responder prácticamente a cualquier área geográfica del CONUS con poca o ninguna preparación o notificación. La DEA SRT ha estado involucrada en varias operaciones de alto perfil en los últimos años; sin embargo, la participación de la DEA a menudo no se publicita debido a consideraciones operativas y de inteligencia. Considerada una de las organizaciones más encubiertas de la aplicación de la ley federal, se sabe muy poco sobre las capacidades de la DEA SRT y su proceso de selección de operadores.
En anteriormente, la DEA tenía otros equipos tácticos como los Equipos de Aprehensión de Entradas de Alto Riesgo (HEAT) en algunas Divisiones de Campo y los Equipos de Operación (Snowcap) (predecesor de FAST). Los equipos administrados por la Sección Móvil de Ejecución, los Equipos Móviles de Ejecución (MET) y los Equipos Regionales de Ejecución (RET), eran unidades de investigación móviles destinadas a desplegar recursos en agencias estatales y locales (MET) o Divisiones de Campo de la DEA (RET) que los necesitaran. de asistencia con una investigación o grupo de tráfico en particular. Estos programas terminaron a principios de la década de 2000.

### División de Operaciones Especiales
La División de Operaciones Especiales (SOD) de la DEA es una división dentro de la DEA, con el objetivo de envía información de llamadas telefónicas, interceptaciones y bases de datos de diversas fuentes a agentes federales y funcionarios encargados de hacer cumplir la ley local. El SOD quedó bajo escrutinio tras las revelaciones de vigilancia masiva de 2013.

### Programa Nacional de Erradicación y Supresión del Cannabis
El Programa Nacional de Erradicación/Supresión del Cannabis (DCE/SP) comenzó a financiar programas de erradicación en Hawái y California en 1979. El programa se expandió rápidamente para incluir programas en 25 estados en 1982. En 1985, los 50 estados participaban en el DCE/SP. En 2015, el DCE/SP fue responsable de la erradicación de 3.932.201 plantas de cannabis cultivadas al aire libre y 325.019 plantas de interior, para un total de 4.257.220 plantas de marihuana. Además, la DCE/SP realizó 6.278 detenciones y la incautación de más de 29,7 millones de dólares en bienes de cultivadores.
En 2014, la DEA gastó 73.000 dólares para erradicar las plantas de marihuana en Utah, aunque no encontró ni una sola planta de marihuana. Documentos federales obtenidos por el periodista Drew Atkins detallan los continuos esfuerzos de la DEA para gastar más de $14 millones por año para erradicar completamente la marihuana dentro de los Estados Unidos a pesar de los informes de asignación de fondos del gobierno que muestran que el Programa de Erradicación de la Marihuana a menudo conduce al descubrimiento de que no hay plantas de marihuana. Esto llevó a doce miembros del Congreso a presionar para la eliminación del programa y utilizar el dinero en su lugar para financiar programas de prevención de la violencia doméstica y reducción del déficit.

## Presupuesto
En 2018, el presupuesto de la DEA fue de 2.086 millones de dólares.  Se gastaron 445 millones de dólares en cumplimiento internacional y 1.627 millones de dólares en cumplimiento nacional. A continuación se dará una preve lista de operaciones y cumplimiento de la ley y sus debidos gastos:
- Rompimiento de las fuentes de suministro nacionales y extranjeras' (1.0149 millones de dólares) mediante la erradicación/supresión del cannabis en el país; aplicación de la ley a nivel nacional; investigación, ingeniería y operaciones técnicas; el Programa de Investigaciones Cooperativas Extranjeras; operaciones de inteligencia (inteligencia financiera, inteligencia operativa, inteligencia estratégica y el Centro de Inteligencia de El Paso); y control del desvío de drogas y productos químicos.
- Reducción de los delitos relacionados con las drogas y la violencia ($181,8 millones) financiando equipos estatales y locales y equipos móviles de aplicación de la ley.
- Reducción de la demanda ($3,3 millones) a través de educación contra la legalización, capacitación para el personal encargado de hacer cumplir la ley, programas para jóvenes, apoyo a coaliciones comunitarias y programas deportivos

## Armamento
Las principales armas de servicio de los agentes de la DEA son la Glock 17 y la Glock 19, la escopeta Remington 870 calibre 12 y la carabina semiautomática Rock River Arms LAR-15 en calibre OTAN de 5,56 × 45 mm. Los agentes también pueden calificar para portar un arma de fuego incluida en una lista de porte autorizado mantenida y actualizada por la Unidad de Entrenamiento en Armas de Fuego (FTU), en  Quantico, Virginia.
Los agentes especiales pueden calificar con sus propias pistolas, rifles y escopetas de propiedad personal, y se permite el uso de ciertas pistolas con el permiso de la FTU. Los agentes deben asistir trimestralmente a capacitación táctica y de dominio de armas de fuego, y calificar con sus armas de fuego dos veces al año. La DEA tiene uno de los cursos de calificación de armas de fuego más desafiantes de todas las fuerzas del orden federales. No lograr una puntuación aprobatoria es el motivo de la mayoría de los despidos de la Academia y a los agentes especiales en el campo se les puede revocar su autoridad para portar un arma de fuego por no calificar.
Los Agentes en Formación Básicos (BAT) que no aprueban el curso de tiro de calificación inicial con pistola se colocan en un programa de recuperación para recibir capacitación adicional. En el entrenamiento de recuperación, los BAT reciben cinco sesiones adicionales de dos horas de alcance, para un total de 10 horas más de entrenamiento con fuego real en su arma asignada, para ayudarlos aún más a aprobar la calificación de pistola. Después de aprobar su calificación de pistola, los agentes básicos en formación pasan a recibir capacitación formal sobre las armas largas estándar de la DEA y continuarán disparando con frecuencia las armas de mano proporcionadas por la agencia para las que ya han calificado. En total, los BAT reciben un total de 32 sesiones de entrenamiento con armas de fuego, combinando instrucción en el aula, entrega de equipo y entrenamiento con fuego real con pistolas, rifles y escopetas en la Academia de la DEA.

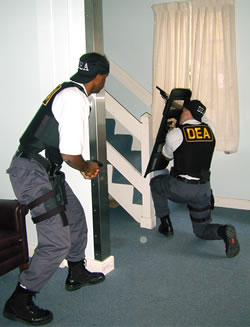
Dos agentes de la DEA en un ejercicio de casa de tiro

Los agentes están entrenados para utilizar armas que se disparan desde el hombro, como la Rock River LAR-15, adoptada en 2004, y la LWRCM6A2, la carabina estándar de la DEA. El Colt SMG de 9 mm se emitió anteriormente, pero  se decidió darle de baja. Los agentes deben completar un curso de competencia de dos días para portar un arma al hombro en operaciones de cumplimiento de la ley. Pueden portar una carabina Rock River LAR-15 o LWRC como arma autorizada de propiedad personal, siempre que cumplan con los mismos estándares de capacitación y competencia.

## Golpes al Narcotráfico
En 2005, la DEA confiscó 1.400 millones de dólares en activos relacionados con el tráfico de drogas y 477 millones de dólares en drogas. Según la Oficina de Política de Control de Drogas de la Casa Blanca, el valor total de todas las drogas vendidas en los EE. UU. asciende a 64 mil millones de dólares al año,lo que da a la DEA una tasa de eficiencia de menos del 1% en interceptar el flujo de drogas hacia y dentro de los Estados Unidos. Los críticos de la DEA (incluido crítico del premio Nobel de Ciencias Económicas, Milton Friedman, antes de su muerte miembro de Law Enforcement Against Prohibition (LEAP)) señalan que la demanda de drogas ilegales es inelástica; las personas que compran drogas seguirán comprándolas sin tener en cuenta el precio, y a menudo recurrirán a la delincuencia para mantener hábitos costosos cuando los precios de las drogas aumentan. Un estudio reciente de la DEA mostró que el precio de la cocaína y la metanfetamina es el más alto que jamás haya existido, mientras que la calidad de ambas está en su punto más bajo. Esto contradice una recopilación de datos realizada por la Oficina de Política Nacional de Control de Drogas, que afirma que la pureza de las drogas ilegales ha aumentado, mientras que el precio ha disminuido. En contraste con las estadísticas presentadas por la DEA, el Departamento de Justicia de los Estados Unidos publicó datos en 2003 que mostraban que la pureza de la metanfetamina iba en aumento.

### Registro y Licencia

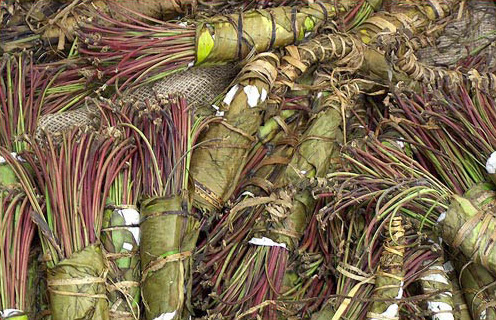
"Operacion Somalia Express" fue una investigación de 18 meses que incluyó el desmantelamiento coordinado de una organización internacional de narcotráfico de 44 miembros responsable del contrabando de más de 25 toneladas de khat desde el Cuerno de África hacía Estados Unidos

La DEA cuenta con un sistema de registro que autoriza a cualquier persona a fabricar, importar, exportar y distribuir mediante la presentación del formulario 225 de la DEA archivado el 8 de noviembre de 2015 en Wayback Machine, junto con profesionales médicos, investigadores y fabricantes, acceso a medicamentos de la "Lista I", así como los Anexos 2, 3, 4 y 5. Los solicitantes de registro autorizados solicitan y, si se les concede, reciben un "número DEA". Una entidad a la que se le ha emitido un número DEA está autorizada para fabricar (compañías farmacéuticas), distribuir investigaciones, recetar (médicos, farmacéuticos, enfermeras practicantes y asistentes médicos, etc.) o dispensar (farmacia) una sustancia controlada.

### Sistema de control de desvío
Muchos problemas asociados con los trastornos por uso de sustancias son el resultado de que sustancias controladas fabricadas legítimamente se desvían de su propósito legal hacia el tráfico de drogas ilícitas. Muchos de los analgésicos, depresivos y estimulantes fabricados para uso médico legítimo a menudo pueden generar adicción. Por lo tanto, dichas sustancias catalogadas han sido sometidas a control legal para prevención y seguridad de la población. El objetivo de los controles es garantizar que estas "sustancias controladas" estén fácilmente disponibles para uso médico y al mismo tiempo evitar su distribución ilícita y uso no médico. Esta puede ser una tarea difícil, que a veces plantea dificultades a los pacientes y proveedores de atención médica legítimos y al mismo tiempo evita el comercio y el consumo ilegales de medicamentos catalogados.
Según la ley federal, todas las empresas que fabrican o distribuyen medicamentos controlados, todos los profesionales de la salud autorizados a dispensarlos, administrarlos o recetarlos y todas las farmacias autorizadas a surtir recetas deben registrarse ante la DEA. Los solicitantes de registro deben cumplir con una serie de requisitos reglamentarios relacionados con la seguridad de los medicamentos, la responsabilidad de los registros y el cumplimiento de las normas.
Todas estas investigaciones son realizadas por investigadores de desvío (DI). Los DI realizan investigaciones para descubrir e investigar fuentes sospechosas de desvío y tomar las acciones civiles y administrativas apropiadas. Los programas de gestión de bases de datos de recetas (PDMP) ayudan y facilitan la investigación y la vigilancia.

### Crisis de sobredosis de fentanilo
En 2019 y 2020, hubo una sobredosis récord de tabletas ilícitas de fentanilo o como adulterante mortal de la heroína han devastado América del Norte. Se estima que 19,416 personas murieron por sobredosis de drogas en los Estados Unidos en los primeros 3 meses de 2020, en comparación con 16,682 en el mismo período de 3 meses en 2019; Esta tendencia fue impulsada por los opioides sintéticos (especialmente el fentanilo y sus análogos fabricados ilícitamente). Además, entre mayo de 2020 y abril de 2021, el número estimado de muertes por sobredosis de drogas en los Estados Unidos superó las 100.000 durante este período, y el 64,0% de las muertes involucraron opioides sintéticos distintos de la metadona (los mismos fentanilos y análogos fabricados ilícitamente).
El fentanilo, desarrollado originalmente en la década de 1970 por Janssen Pharmaceutica, es un potente anestésico utilizado principalmente en hospitales o centros de cuidados paliativos. En Europa, la heroína proviene principalmente de Asia occidental (de Afganistán y países vecinos) y es menos probable que esté contaminada con fentanilo. En América del Norte, ahora hay menos muertes relacionadas con la heroína que con la metanfetamina o la cocaína, un cambio sorprendente que ha tenido lugar en los últimos dos años a medida que la heroína prácticamente ha desaparecido de algunas regiones. Debido a la ausencia de heroína de origen asiático, el polvo o las tabletas de heroína con fentanilo han llenado ese vacío.
En octubre de 2021, Estados Unidos informó otro récord de muertes por fentanilo, ya que las agencias federales no pudieron detener la marea de drogas sintéticas ilícitas que ingresaban a Estados Unidos. Originalmente, introducida para reemplazar gran parte de la heroína en polvo blanco en el este de los Estados Unidos, la droga continúa avanzando hacia el oeste. Entre julio de 2019 y diciembre de 2020, las muertes relacionadas con el fentanilo fabricado ilícitamente aumentaron drásticamente en las jurisdicciones del medio oeste (33,1%), sur (64,7%) y oeste (93,9%).

### Anulación del programa de la DEA de MDMA
En 1985, el gobierno estadounidense estaba examinando la MDMA y sus análogos como droga y su potencial de adicción en personas. Durante este tiempo, la DEA celebró varias audiencias públicas sobre el nuevo fármaco. Con base en todas las pruebas y hechos presentados en ese momento, el juez de derecho administrativo de la DEA no consideró que la MDMA y sus análogos fueran motivo de gran preocupación y recomendó que se incluyeran en la Lista III. El administrador de la DEA, expresando preocupación por el potencial adictivo, anuló la recomendación y dictaminó que la MDMA se incluyera en la Lista I, la categoría más restrictiva de la Ley de Sustancias Controladas.

## Estructura de rango
La siguiente es una lista de la estructura de rangos que se encuentra dentro de la DEA (en orden ascendente):
- Agentes 
  - Agente en prácticas
  - Agente especial
  - Agente especial superior
  - Agente especial supervisor
  - Agente Especial de Asistente a Cargo (ASAC)
  - Agente Especial a Cargo (SAC)
- Gestión
  - Administrador asistente
  - Administrador adjunto asociado
  - Administrador Adjunto
  - Administrador Adjunto Principal
  - Jefe de Gabinete
  - Administrador

## Crítica
La DEA ha sido criticada por imponer cronogramas muy restrictivos a algunos medicamentos que los investigadores en los campos de la farmacología y la medicina consideran que tienen usos médicos. Los críticos afirman que algunas de estas decisiones están motivadas principalmente por factores políticos derivados de la Guerra contra las Drogas del gobierno de Estados Unidos y que muchos beneficios de dichas sustancias siguen sin reconocerse debido a la dificultad de realizar investigaciones científicas. Un contrapunto a esa crítica es que bajo la Ley de Sustancias Controladas es el Departamento de Salud y Servicios Humanos (a través de la Administración de Alimentos y Medicamentos y el Instituto Nacional sobre el Abuso de Drogas), no la DEA, que tiene la responsabilidad legal de tomar determinaciones científicas y médicas con respecto a la clasificación de drogas; no se puede programar ningún medicamento si el Secretario de Salud y Servicios Humanos no lo recomienda por motivos científicos o médicos, y ningún medicamento se puede incluir en el programa más restrictivo (Anexo I) si el DHHS determina que el medicamento tiene un uso médico aceptado. El ensayo de Jon Gettman Science and the End of Marijuana Prohibition describe a la DEA como "un chivo expiatorio para desviar la responsabilidad de quienes toman las decisiones clave" y opina que el HHS toma las decisiones cuando se trata de la prohibición de la marihuana, y los policías de la DEA Y el general de la ONDCP se lleva la presión". 
También se critica a la DEA por centrarse en las operaciones de las que puede obtener más dinero, a saber, el tráfico transfronterizo organizado de marihuana. Algunas personas que contemplan la naturaleza de los estatutos de la DEA advierten que, en función del peligro, la DEA debería centrarse más en la cocaína. Otros sugieren que, basándose en la popularidad de los opiáceos, la DEA debería centrarse mucho más en los opiáceos recetados utilizados con fines recreativos, que según los críticos es lo primero antes de que los usuarios pasen a la heroína.
Sin embargo, los profesionales que recetan medicamentos legalmente deben poseer una licencia válida de la DEA. Según la ley federal, el presupuesto del Programa de Control de Desvío de la DEA se paga con estas tarifas de licencia. En 1984, una licencia de tres años costaba 25 dólares. En 2009, la tarifa por una licencia de tres años era de 551 dólares. Algunos han comparado este enfoque con tarifas de licencia poco razonables, "como hacer que las licencias de piloto respalden todo el presupuesto de la Administración Federal de Aviación (FAA)". La tarifa de renovación para 2020 a partir del 1 de octubre de 2020 es de $888 para una licencia de tres años.
En 2005, la DEA estimó que tenía más de 4.000 informantes sin los cuales "no podrían hacer cumplir eficazmente las leyes de sustancias controladas de los Estados Unidos". Para recopilar información, los agentes permitieron a sus informantes comprar y vender medicamentos, participar en redes de fraude a Medicaid y otros actos ilícitos.  A pesar de esto, la DEA afirma que están "cumpliendo" con las reglas sobre el uso de informantes para recopilar información sobre actividades ilícitas.

### Costos
El presupuesto total de la DEA de 1972 a 2014, según el sitio web de la agencia, fue de 50.600 millones de dólares. La agencia tenía 11,055 empleados en 2014. Para el año 2014, el costo promedio por arresto realizado fue de $97,325.

### Libertades civiles
Otros, como el ex congresista republicano Ron Paul, el Cato Institute, El Partido Libertario y la Alianza sobre Políticas de Drogas critican la existencia misma de la DEA y la Guerra contra las Drogas como hostiles y contrarias. al concepto de libertades civiles al argumentar que cualquiera debería ser libre de introducir en su propio cuerpo cualquier sustancia que elija por cualquier motivo, particularmente cuando las drogas legales como el alcohol, el tabaco y los medicamentos recetados también están abiertas a la adicción, y que cualquier daño causado por un consumidor de drogas o un adicto al público en general es un caso de conflicto de derechos civiles. De manera recurrente, cada año se gastan miles de millones de dólares, centrándose principalmente en derecho penal y campañas de reducción de la demanda, lo que ha resultado en el encarcelamiento de miles de ciudadanos estadounidenses. La demanda de drogas recreativas es algo estática ya que el mercado de la mayoría de las drogas ilegales se ha saturado, lo que ha obligado a los cárteles a expandir su mercado a Europa y otras áreas además de Estados Unidos. La ley federal de los Estados Unidos registra el cannabis como una droga de la Lista I.

### Captura de Daniel Chong
En abril de 2012 la DEA hizo un allanamiento en una casa de California con el resultado que llevó a la captura de Daniel Chong durante varios días en condiciones de negligencia. El estudiante de 23 años que asiste a la Universidad de California en San Diego, fue detenido junto con otras ocho personas cuando la DEA ejecutó un allanamiento con una supuesta operación de distribución de MDMA en una residencia que visitaba para celebrar el 20 de abril del cannabis, conocida como "vacaciones" o como "420".  Según Chong, los agentes de la DEA lo interrogaron y le dijeron que podía irse a casa, uno incluso le ofreció llevarlo a casa, pero en lugar de eso fue trasladado a una celda y confinado durante cinco días sin comida ni agua, aunque Chong dijo que consumió una sustancia en polvo que le dejaron y que luego se descubrió que era metanfetamina. Después de cinco días y dos intentos de suicidio, los agentes de la DEA encontraron a Chong. Lo llevaron al hospital, donde pasó tres días en cuidados intensivos porque sus riñones estaban a punto de fallar. No se presentaron cargos penales contra Chong. Un portavoz de la DEA declaró que la detención prolongada fue accidental y el agente especial interino a cargo de la oficina de la DEA en San Diego se disculpó con Chong. Chong cuestiona la afirmación de negligencia accidental y dice que el personal de la DEA ignoró sus llamadas de ayuda. Su abogado manifestó su intención de presentar una demanda contra el gobierno federal y algunos miembros de la delegación de California en el Congreso pidieron una mayor investigación del incidente.

### Programa de Inteligencia contra el Crimen del Departamento de Justicia
El 12 de agosto de 2013, en la reunión de la Cámara de Delegados de la Asociación de Abogados de Estados Unidos, el Fiscal General Eric Holder anunció el programa "Smart on Crime", que es "una amplia iniciativa del Departamento de Justicia que de hecho renuncia a varias décadas de dura- legislación y políticas antidrogas contra el crimen." Holder dijo que el programa "alentará a los abogados estadounidenses a acusar a los acusados sólo de delitos "para los cuales las sentencias que los acompañan se adaptan mejor a su conducta individual, en lugar de penas de prisión excesivas, más apropiadas para criminales violentos o capos de la droga." A lo largo de las declaraciones de Holder, se destacó la creciente carga económica del encarcelamiento excesivo. A agosto de 2013, el programa Smart on Crime no es una iniciativa legislativa sino un esfuerzo "limitado a los parámetros políticos del Departamento de Justicia".

### Internacional
David Coleman Headley (nacido como Daood Sayed Gilani, el 30 de junio de 1960), que trabajaba como informante para la DEA, realizó simultáneamente viajes periódicos a Pakistán para recibir entrenamiento de LeT y fue uno de los principales conspiradores en los Atentados de Bombay de 2008. El 24 de enero de 2013, Headley, que entonces tenía 52 años, fue sentenciado por el juez de distrito estadounidense Harry Leinenweber del Tribunal de Distrito de los Estados Unidos para el Distrito Norte de Illinois en Chicago a 35 años de prisión por su participación en los ataques de Mumbai de 2008, en el que murieron al menos 164 víctimas (civiles y personal de seguridad) y nueve atacantes. Entre los muertos había 28 ciudadanos extranjeros de 10 países. Un atacante fue capturado. Los cuerpos de muchos de los rehenes muertos mostraban signos de tortura o desfiguración. Varios de los asesinados eran figuras notables de los negocios, los medios de comunicación y los servicios de seguridad.
La DEA fue acusada en 2005 por el gobierno venezolano de colaborar con narcotraficantes, tras lo cual el presidente Hugo Chávez decidió poner fin a cualquier colaboración con la agencia. En 2007, después de que el Departamento de Estado de Estados Unidos criticara a Venezuela en su informe anual sobre narcotráfico, el ministro de Justicia venezolano reiteró las acusaciones: "Una gran cantidad de cargamentos de droga salían del país a través de esa organización. Estábamos en presencia de una nueva droga" En su serie de artículos de 1996 y en el libro posterior de 1999, ambos titulados Dark Alliance, el periodista Gary Webb afirma que la DEA ayudó a albergar a los narcotraficantes nicaragüenses. En particular, le permitieron a Oscar Danilo Blandón asilo político en Estados Unidos a pesar de tener conocimiento de su organización de tráfico de cocaína.
El gobierno de Bolivia también ha tomado medidas similares para prohibir que la DEA opere en el país. En septiembre de 2008, Bolivia redujo drásticamente sus relaciones diplomáticas con Estados Unidos, retirando a su embajador de Estados Unidos y expulsando al embajador estadounidense de Bolivia. Esto ocurrió poco después de que el presidente boliviano, Evo Morales, expulsara a todos los agentes de la DEA del país debido a una revuelta en la tradicional provincia cocalera del Chapare. El gobierno boliviano afirmó que no podía proteger a los agentes y Morales acusó además a la agencia de ayudar a incitar la violencia, que se cobró 30 vidas. Las agencias nacionales debían asumir el control de la gestión de medicamentos. Tres años después, Bolivia y Estados Unidos comenzaron a restablecer relaciones diplomáticas plenas. Sin embargo, Morales sostuvo que la DEA seguiría siendo mal recibida en el país, calificándola de una afrenta a la "dignidad y soberanía" de Bolivia.
En los Países Bajos, tanto el gobierno holandés como la DEA han sido criticados por violaciones de la soberanía holandesa en las investigaciones sobre drogas. Según Peter R. de Vries, periodista holandés presente en el juicio de 2005 contra Henk Orlando Rommy, la DEA ha admitido sus actividades en suelo holandés. Anteriormente, el entonces ministro de Justicia, Piet Hein Donner, había negado ante el parlamento holandés haber dado permiso a la DEA para tales actividades, lo que habría sido un requisito de la ley holandesa para permitir que agentes extranjeros actuaran dentro del territorio.

### Teoría de la fabricación de pruebas falsificadas por parte de la División de Operaciones Especiales
En 2013, Reuters publicó un informe sobre la División de Operaciones Especiales (SOD) de la DEA afirmando que la DEA oculta el rastro realmente de dónde se origina un rastro de investigación sobre un sospechoso y crea un conjunto paralelo de pruebas entregadas a fiscales, jueces y abogados defensores. Este programa de la DEA afecta principalmente a delincuentes comunes como los narcotraficantes. La ocultación de pruebas significa que el acusado desconoce cómo comenzó su investigación y no podrá solicitar una revisión de posibles fuentes de pruebas exculpatorias. La evidencia exculpatoria puede incluir testigos parciales, errores o trampas. Nancy Gertner, exjueza federal que sirvió de 1994 a 2011 y profesora de Derecho de Harvard. "Una cosa es crear reglas especiales para la seguridad nacional y otra muy distinta la delincuencia común. Parece que están falsificando las investigaciones". Andrew O'Hehir de Salon escribió que "Es la primera evidencia clara de que las “reglas especiales” y el desprecio por el derecho constitucional que han caracterizado la caza de los llamados terroristas se han infiltrado en el sistema de justicia penal nacional en una escala significativa."

### Reprogramación del cannabis
Un informe de 2014 de la Asociación Multidisciplinaria de Estudios Psicodélicos y la Drug Policy Alliance acusa a la DEA de bloquear injustamente la eliminación del cannabis de la Lista I. El informe alega que los métodos empleados por la DEA para lograr esto incluyen: 
- Retrasar las peticiones de reprogramación durante años
- Anular a los jueces de derecho administrativo de la DEA e impedir sistemáticamente la investigación científica.[70]

La DEA continúa negándose a eliminar el cannabis de la "Lista I" a pesar de la aceptación a gran escala de la sustancia entre la comunidad médica incluyendo el 76% de los médicos, para el tratamiento de diversas enfermedades.

### Defensa Nacional Contra drogas
La DEA, además de hacer cumplir la ley, también participa periódicamente en actividades de defensa, específicamente contra la reclasificación de la marihuana, mediante la publicación de documentos basados en políticas sobre ciertas drogas. Algunos han criticado a la DEA por utilizar el dinero de los impuestos en lo que llaman un intento de cambiar la opinión pública, lo que llaman una extralimitación del alcance del trabajo de aplicación de la ley de la agencia, y que la publicación de informes no revisados por pares es un intento transparente. para justificar sus propias actividades. Han afirmado que, dado que la DEA no es, por ley, un grupo de defensa, sino un grupo de aplicación de la ley, esos comunicados de prensa equivalen a lo que consideran propaganda nacional.

## Allanamientos realizados por la DEA en contra de la marihuana medicinal

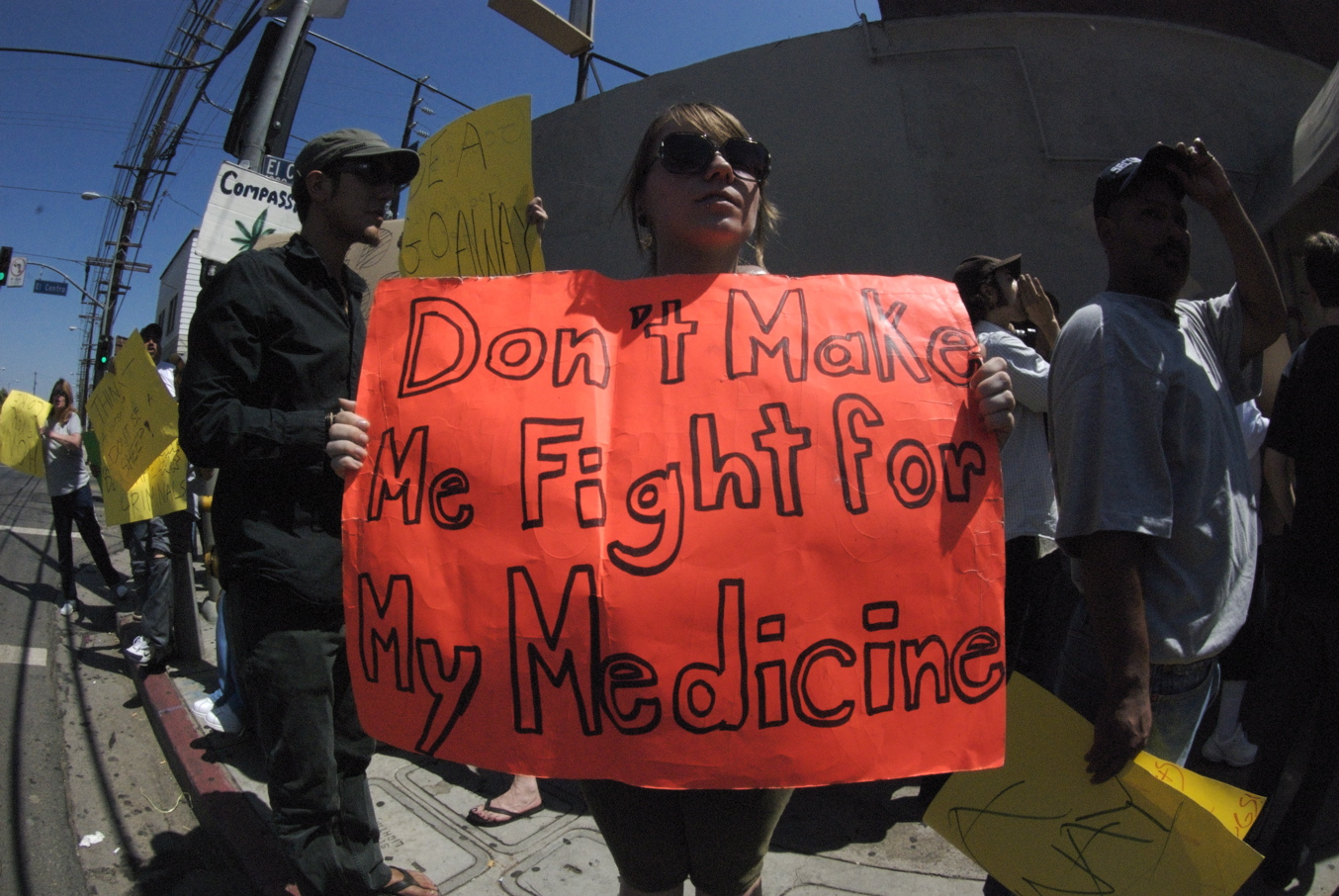
Personas que protestan contra las redadas de marihuana medicinal

La DEA ha adoptado una postura particularmente firme sobre la aplicación de la Ley de Sustancias Controladas a personas y organizaciones que actúan dentro de las leyes estatales que permiten el cultivo y distribución de cannabis medicinal. El ejecutivo de la agencia DEA, Chuck Rosenberg, ha hecho declaraciones negativas contra los pacientes que consumen marihuana medicinal. Rosenberg ha mencionado que considera que la marihuana medicinal es una "broma". Como reacción a las declaraciones negativas de Rosenberg sobre la marihuana medicinal, se ha creado una petición internacional en línea. Se han reunido más de 159.737 firmas a nivel mundial con la intención de que Rosenberg sea despedido o obligado a dimitir como jefe de la DEA.
La gente de California y el condado de Santa Cruz han apoyado abrumadoramente el suministro de marihuana medicinal para personas que padecen enfermedades graves", dijo la supervisora del condado, Mardi Wormhoudt, al San Francisco Chronicle. "Estas personas (que bloquean la carretera) son personas con SIDA, cáncer y otras enfermedades graves. Atacar a estas personas, que trabajan colectivamente y nunca han cobrado dinero por su trabajo, es indignante".
Como resultado, la Alianza de Mujeres y Hombres por la Marihuana Medicinal, con la ciudad y el condado de Santa Cruz, había demandado a la DEA, al Fiscal General Michael Mukasey y a la ONDCP. La decisión judicial más reciente rechazó la moción de desestimación del gobierno, lo que permitió que avanzara el descubrimiento. La Unión Estadounidense de Libertades Civiles elogió la decisión como "una decisión única en su tipo".
Mas  recientemente, la DEA ha intensificado sus esfuerzos de aplicación de la ley contra los recientemente proliferados colectivos de cannabis medicinal en el área de Los Ángeles. El 25 de julio de 2007, la DEA allanó el Grupo de Pacientes de California, el Colectivo Compasivo de Hollywood y el Híbrido Natural (NHI Caregivers) en Hollywood, California. Ese mismo día, los operadores de esos colectivos participaron en una conferencia de prensa con miembros del Concejo Municipal de Los Ángeles anunciando la intención de la ciudad de regular los colectivos y pidiendo a la DEA que detuviera las redadas en los colectivos mientras la Ciudad redactaba las regulaciones. El operador del dispensario de Natural Hybrid (NHI Caregivers) se vio obligado a cerrar el colectivo debido a la tremenda pérdida causada por la redada del grupo de trabajo conjunto de la DEA contra ellos.

## Proyecto Casandra
En 2008, la parte de Operaciones Especiales de la agencia lanzó un esfuerzo de varias agencias llamado Proyecto Cassandra para investigar a Hezbolá por acusaciones de tráfico ilícito de drogas y financiación del terrorismo. La investigación identificó una célula iraní en Estados Unidos que trabajaba en colaboración con un banco libanés llamado Lebanese Canadian Bank para blanquear dinero mediante la compra de automóviles usados exportados a África. El Proyecto Cassandra también identificó sindicatos de drogas hemisféricos involucrados en el tráfico de cocaína para financiar las actividades de Hezbolá. El Departamento de Justicia emitió varias acusaciones selladas, pero se negó a incautar, procesar, extraditar o investigar más a fondo los posibles objetivos de estas supuestas actividades criminales extranjeras que operan en los Estados Unidos debido a los objetivos diplomáticos de la Casa Blanca relacionados con el acuerdo nuclear internacional con Irán. El 22 de diciembre de 2017, el Fiscal General Jeff Sessions ordenó una revisión de casos anteriores en el proyecto.

## Museo de la DEA
En 1999, la DEA inauguró el Museo de la DEA en Arlington, Virginia. La exposición permanente original, Drogas ilegales en Estados Unidos: una historia moderna, sigue siendo la pieza central del museo. La exposición presenta "los más de 150 años de historia de las drogas y el abuso de drogas y la DEA", incluida una considerable colección de parafernalia de drogas y una imagen de un vendedor de drogas sonriente bajo el título "Jimmy's Joint".

## Filmografía
La DEA aparece habitualmente en películas y programas de televisión sobre crímenes, como protagonistas y antagonistas.
- Hank Schrader es uno de los principales protagonistas de Breaking Bad de AMC. Es a la vez agente de la DEA (luego ascendido a ASAC) y cuñado del narcotraficante Walter White, y sin saberlo investiga al alter ego de Walt, Heisenberg, durante la duración del programa.
- Javier Peña y Steve Murphy son dos de los principales protagonistas de Narcos de Netflix. Son responsables de la captura y asesinato del narcotraficante colombiano Pablo Escobar el 2 de diciembre de 1993, en el que se basó el programa.